# Classe Lord Nelson
Pour les autres classes de navires du même nom, voir Classe Nelson.
La classe Lord Nelson est la dernière classe de cuirassés de type Pré-Dreadnought, construite pour la Royal Navy au début du XXe siècle.

## Conception
Ils furent réalisés durant la période controversée de laquelle débouchera la conception du cuirassé de type Dreadnought par le nouvel architecte naval Philip Watts. Les batteries secondaires de 152 mm furent remplacées par des canons de 233 mm. Ils furent aussi les derniers à utiliser la machine à vapeur à pistons (triple expansion) avec des hélices jumelles, ainsi que les derniers à posséder un bélier cuirassé en étrave.

## Histoire
Les deux navires servirent d'abord dans la Home Fleet jusqu'au début de la Première Guerre mondiale. Au début de 1915, ils furent transférés dans la Flotte de la Méditerranée et participèrent à la campagne des Dardanelles.
Ils servirent ensuite dans l'Escadre de la mer Égée avec mission d'empêcher les deux croiseurs de la Kaiserliche Marine, le SMS Goeben et le SMS Breslau de rejoindre la Méditerranée.
À la fin de la guerre ils regagnent le Royaume-Uni pour être mis en réserve en 1919.
HMS Lord Nelson
Il est vendu en 1920 pour démolition.
HMS Agamemnon
Converti en bateau-cible radio-piloté il sera vendu en 1927 pour démolition. Il fut le dernier pré-dreadnought britannique en service.

## Les unités de la classe
| Nom             | Lancement        | Armement          | Chantier naval                               | Fin de carrière                          | Photo |
| --------------- | ---------------- | ----------------- | -------------------------------------------- | ---------------------------------------- | ----- |
| HMS Lord Nelson | 4 septembre 1906 | 1er décembre 1908 | Palmers Shipbuilding and Iron Company Jarrow | vendu le 4 juin 1920 pour démolition     |       |
| HMS Agamemnon   | 23 juin 1906     | 25 juin 1908      | William Beardmore and Company Clydebank      | vendu le 24 janvier 1927 pour démolition |       |